# Jean Hellemans
Jean Hellemans (Mechelen, 6 maart 1949) is een Belgisch kunstschilder. Hij is vooral bekend om zijn zogenaamde cutter-stijl. Hij beschildert in felle kleuren naast de traditionele doeken ook meubels, meestal  tafels.
Als kind opgegroeid in Belgisch Kongo kwam hij in 1961 terug in Mechelen terecht, waar hij rond het woelige jaar 1968 leerling werd aan de Stedelijke Academie in Mechelen en eveneens fotografie studeerde aan het Rijksinstituut voor Kunstambachten in de buurt van de huidige Dossinkazerne. In de jaren zeventig lag hij mee aan de basis van een aantal kunstgalerijtjes in Mechelen, zoals "'t Vlietje" en was hij ook betrokken bij de oprichting een paar kleine kunsttijdschriften.
Sinds 1985 woont Hellemans in de buurt van Perpignan waar hij nauw betrokken is in de plaatselijke kunstwereld.